# Fuldabrück
Fuldabrück es un municipio situado en el distrito de Kassel, en el estado federado de Hesse (Alemania). Tiene una población estimada, a fines de 2023, de 8514 habitantes.